# Peter Swan
Peter Swan (8. října 1936, South Elmsall – 21. ledna 2021, Chesterfield) byl anglický fotbalista, záložník.

## Fotbalová kariéra
Hrál za Sheffield Wednesday FC, Bury FC a Matlock Town FC. V Poháru UEFA nastoupil v 10 utkáních. Za anglickou fotbalovou reprezentaci nastoupil v letech 1960-1962 v 19 utkáních. Byl členem anglické reprezentace na Mistrovství světa ve fotbale 1962, ale v utkání nenastoupil.

## Ligová bilance
| Ročník                                  | Zápasy | Góly | Klub                   |
| --------------------------------------- | ------ | ---- | ---------------------- |
| Football League Second Division 1955/56 | 4      | 0    | Sheffield Wednesday FC |
| Football League First Division 1956/57  | 5      | 0    | Sheffield Wednesday FC |
| Football League First Division 1957/58  | 13     | 0    | Sheffield Wednesday FC |
| Football League Second Division 1958/59 | 39     | 0    | Sheffield Wednesday FC |
| Football League First Division 1959/60  | 42     | 0    | Sheffield Wednesday FC |
| Football League First Division 1960/61  | 36     | 0    | Sheffield Wednesday FC |
| Football League First Division 1961/62  | 40     | 0    | Sheffield Wednesday FC |
| Football League First Division 1962/63  | 42     | 0    | Sheffield Wednesday FC |
| Football League First Division 1963/64  | 39     | 0    | Sheffield Wednesday FC |
| Football League Second Division 1972/73 | 15     | 0    | Sheffield Wednesday FC |
| Football League Fourth Division 1973/74 | 35     | 2    | Bury FC                |
| CELKEM                                  | 310    | 0    |                        |